# Спасение (телесериал)
«Спасе́ние» (англ. Salvation) — американский драматический телесериал, премьера которого состоялась 12 июля 2017 года на телеканале CBS.
18 октября 2017 года сериал был продлён на второй сезон, премьера которого состоялась 25 июня 2018 года.
20 ноября 2018 года сериал был закрыт после двух сезонов.

## Сюжет
Сюжет рассказывает о событиях, последовавшими за обнаружением астероида, который должен уничтожить жизнь на Земле через шесть месяцев.

## В ролях
- Сантьяго Кабрера — Дариус Тенз[6]
- Дженнифер Финниган — Грейс Берроуз[7]
- Чарли Роу — Лиам Коул[8]
- Жаклин Байерс — Джиллиан Хейз[8]
- Рэйчел Дранс — Зои Барроу[9]
- Шази Райя — Аманда Нил[9]
- Иэн Энтони Дейл — заместитель министра обороны Харрис Эдвардс[10]

## Список эпизодов

### Сезон 1 (2017)
| № общий | № в сезоне | Название                                                           | Режиссёр                | Автор сценария                                                             | Дата премьеры    | Произв. код | Зрители в США (млн) |
| ------- | ---------- | ------------------------------------------------------------------ | ----------------------- | -------------------------------------------------------------------------- | ---------------- | ----------- | ------------------- |
| 1       | 1          | «Пилот» «Pilot»                                                    | Хуан Карлос Фреснадильо | История: Мэтт Вилер Телеадаптация: Мэтт Вилер & Лиза Крюгер & Крэйг Шапиро | 12 июля 2017     | 101         | 4.90                |
| 2       | 2          | «Еще одно путешествие вокруг солнца» «Another Trip Around the Sun» | Кеннет Финк             | Кори Миллер                                                                | 19 июля 2017     | 102         | 4.28                |
| 3       | 3          | «Правда или дарий» «Truth or Darius»                               | Стюарт Гиллард          | Дэннис Салдуа & Гэвин Йохансон                                             | 26 июля 2017     | 103         | 3.87                |
| 4       | 4          | «Человеческий штамм» «The Human Strain»                            | Грег Биман              | Майк Уэрб                                                                  | 2 августа 2017   | 104         | 3.61                |
| 5       | 5          | «Сохранение веры» «Keeping the Faith»                              | Дженнифер Линч          | Анджела Харви                                                              | 2 августа 2017   | 105         | 3.61                |
| 6       | 6          | «Отколите старый блок» «Chip Off the Ol' Block»                    | Рассел Ли Файн          | Блейк Тейлор                                                               | 9 августа 2017   | 106         | 3.11                |
| 7       | 7          | «Видишь красный» «Seeing Red»                                      | Роберт Данкан Макнил    | Кристина М. Уокер                                                          | 16 августа 2017  | 107         | 2.91                |
| 8       | 8          | «Из России, с любовью» «From Russia, with Love»                    | Ник Гомес               | Дэннис Салдуа                                                              | 16 августа 2017  | 108         | 2.91                |
| 9       | 9          | «Патриотические игры» «Patriot Games»                              | Майя Врвило             | Гэвин Йохансон                                                             | 23 августа 2017  | 109         | 3.13                |
| 10      | 10         | «Решающий удар» «Coup de Grace»                                    | Дэн Лернер              | Кристина М. Уокер                                                          | 30 августа 2017  | 110         | 3.44                |
| 11      | 11         | «Все в» «All In»                                                   | Эдвард Орнелас          | Кори Миллер                                                                | 6 сентября 2017  | 111         | 3.45                |
| 12      | 12         | «Пророчество полыни» «The Wormwood Prophecy»                       | Грегори Прэндж          | Майк Уэрб                                                                  | 13 сентября 2017 | 112         | 3.51                |
| 13      | 13         | «Заговор против америки» «The Plot Against America»                | Стюарт Гиллард          | Крэйг Шапиро & Лиза Крюгер                                                 | 20 сентября 2017 | 113         | 3.13                |

### Сезон 2 (2018)
| № общий | № в сезоне | Название                                           | Режиссёр          | Автор сценария             | Дата премьеры | Произв. код | Зрители в США (млн) |
| ------- | ---------- | -------------------------------------------------- | ----------------- | -------------------------- | ------------- | ----------- | ------------------- |
| 14      | 1          | «Выходить из строя» «Fall Out»                     | Стюарт Гиллард    | Крэйг Шапиро & Лиза Крюгер | 25 июня 2018  | 201         | 3.36                |
| 15      | 2          | «Отдых» «Détente»                                  | Кеннет Финк       | Гэвин Йохансон             | 2 июля 2018   | 202         | 3.11                |
| 16      | 3          | «Преступления и наказания» «Crimes and Punishment» | Майя Врвило       | Майк Уэрб                  | 9 июля 2018   | 203         | 2.57                |
| 17      | 4          | «Неделимый» «Indivisible»                          | Дэн Лернер        | Дамани Джонсон             | 16 июля 2018  | 204         | 2.53                |
| 18      | 5          | «Белый дом рухнул» «White House Down»              | Дуглас Арниокоски | Кэролин Таунсенд           | 23 июля 2018  | 205         | 2.57                |
| 19      | 6          | «Пусть фишки падают» «Let the Chips Fall»          | Грегори Прэндж    | KD Davila                  | 30 июля 2018  | 206         | 2.60                |

## Производство
Сериал изначально разрабатывался для старта в телесезоне 2013/14 годов, однако не получил заказ. В октябре 2016 года сериал был вновь запущен в производство. Съёмки сериала проходили в Торонто.

## Отзывы критиков
На Rotten Tomatoes сериал получил 45% «свежести» на основе 16-ти отзывов критиков. На Metacritic у сериала 48 баллов из ста, что основано на 18-ти «смешанных и средних» рецензиях.